# Ноэт
Но́эт, или Но́ет, или Но́ит, или Но́т (греч. Νόητος, лат. Noetus; конец II века — середина III века) — пресвитер церкви в Малой Азии, христианский богослов—антитринитарий. Как сообщает его современник Ипполит, Ноэт был родом из Смирны, где (или возможно в Эфесе, согласно сообщению Епифания Кипрского), он стал видным представителем христологии теперь называемой модалистическим монархианством или патрипассианством, духовным отцом которого считается. Называл себя Моисеем и его братом Аароном.
Его последователи — ноетиане.

## Вероучение, последователи и оппоненты
Христология Ноэта — такая же, как и Праксея; находясь под сильным влиянием иудео-христианской традиции, а тем более эллинистического христианства, отождествлял Бога Отца с Богом Сыном, называя Сына только образом (лат. modus) и говоря, что до воплощения существовал один только Бог Отец, который после воплощения стал Сыном Божиим. Принимал четвёртое Евангелие, но рассматривал евангельские заявления о Логосе как аллегорические.
Эпигон, ученик Ноэта придя в Рим, распространил там его учение, а ученик последнего, Клеомен, основал настоящую школу (όι δασχαλείον) ноэтиан и сам стал во главе её. Клеомен считал, что Бог одновременно невидимым и видимым; как видимый Он есть Сын.
Римские епископы Зефирин (202—218) и Каликст I (218—223) покровительствовали ноэтианам и даже сами увлекались их учением. Только по смерти Каликста учение ноэтиан стало терять своё значение.
Около 230 года, на состоявшемся видимо в Пергаме поместном соборе пресвитеров Малой Азии, Ноэт был осуждён, как еретик. В качестве обвинения ему предъявили, что он якобы определял страдания Христа, как страдания Бога Отца. Согласно Ипполиту, Ноэт якобы писал и говорил следующее:
«Христос был Отцом, и что Сам Отец был рожден, пострадал и умер»
«Христос пострадал, будучи Самим Богом; следовательно Отец пострадал, ибо Христос был Самим Отцом»
С предъявленным обвинением Ноэт не согласился, однако после опроса нескольких его учеников, его снова допросили, и после отлучили от церкви. Вскоре после отлучения умер, не получив христианского погребения.
Полемизировал с модалистами Тертуллиан, утверждая что Бог Ноэта — это «единый, меняющий шкуру Бог».
Резко против Ноэта и модалистов выступал Ипполит, ученик Иринея, хотя в своём учении о Боге он придерживается скорее взглядов Тертуллиана, а не учения Иринея. Им было написано сочинение «Против ереси некоего Ноэта», где доказывалась идея, что Сын и Дух находятся в подчинении у Бога-Отца.. Из труда Ипполита и известны практически все основные сведения о Ноэте.
Между тем «Оригинальная католическая энциклопедия» отмечает: «Правда, нетрудно предположить, что Тертуллиан и Ипполит исказили мнение своих оппонентов, но это не может быть доказано».
В лице Савеллия, птолемаидского пресвитера, учение которого представляет полнейшее развитие системы монархиан-модалистов, «ересь Ноэта» была осуждена на Александрийском соборе 261 года и на Римском соборе 262 года.
Учение Ноэта было весьма вероятно направлено против гностических влияний, в частности против Валентина, который учил о двух богах: боге и демиурге. Полемика Ноэта и его последователей со сторонниками тринитаризма, способствовали более четкой формулировке тринитарной теологии в III веке.